# Bobby Orr Trophy (CHL)
Die Bobby Orr Trophy war eine Eishockeytrophäe, die von der Central Hockey League (CHL) jährlich an den besten Abwehrspieler der regulären Saison verliehen wurde.
Die Auszeichnung war seit der Spielzeit 1979/80 nach Bobby Orr benannt. Orr war einer der besten Verteidiger in der National Hockey League (NHL). Zuvor firmierte die Auszeichnung unter dem Titel CHL Most Valuable Player Award. Bruce Affleck konnte sich die Auszeichnung dreimal sichern.

## Gewinner
| Jahr                                | Spieler          | Team                  |
| Bobby Orr Trophy                    | Bobby Orr Trophy | Bobby Orr Trophy      |
| ----------------------------------- | ---------------- | --------------------- |
| 1983/84                             | Bruce Affleck    | Indianapolis Checkers |
| 1982/83                             | Gord Dineen      | Indianapolis Checkers |
| 1981/82                             | Daniel Poulin    | Nashville South Stars |
| 1980/81                             | Bruce Affleck    | Indianapolis Checkers |
| 1979/80                             | Bruce Affleck    | Dallas Black Hawks    |
| CHL Most Valuable Defenseman Award  |                  |                       |
| 1978/79                             | Greg Hubick      | Dallas Black Hawks    |
| 1977/78                             | Larry Giroux     | Kansas City Red Wings |
| 1976/77                             | Mike O’Connell   | Dallas Black Hawks    |
| 1975/76                             | Ian McKegney     | Dallas Black Hawks    |
| 1974/75                             | Ian McKegney     | Dallas Black Hawks    |
| 1973/74                             | Claire Alexander | Oklahoma City Blazers |
| 1972/73                             | Len Frig         | Dallas Black Hawks    |
| 1971/72                             | Bart Crashley    | Dallas Black Hawks    |
| 1970/71                             | André Dupont     | Omaha Knights         |
| 1969/70                             | Mike Robitaille  | Omaha Knights         |
| 1968/69                             | Barry Gibbs      | Oklahoma City Blazers |
| CPHL Most Valuable Defenseman Award |                  |                       |
| 1967/68                             | Bryan Watson     | Houston Apollos       |
| 1966/67                             | Mike McMahon     | Houston Apollos       |
| 1965/66                             | Al LeBrun        | St. Paul Rangers      |
| 1964/65                             | Mike McMahon     | St. Paul Rangers      |
| 1963/64                             | Barclay Plager   | Omaha Knights         |